# Miquelon-Langlade
Miquelon-Langlade è un comune francese della collettività d'oltremare di Saint-Pierre e Miquelon, nell'America settentrionale.
Con una popolazione di 697 abitanti, è il meno popoloso dei due comuni. Il capoluogo comunale si trova nel nord dell'isola di Miquelon.

## Geografia fisica
Miquelon-Langlade è formata da tre isole geologicamente distinte unite da tomboli. Queste isole si chiamano île du Cap, île de Miquelon (o Grande Miquelon) e île de Langlade (o Piccola Miquelon).
L'île de Miquelon possiede una grande laguna conosciuta con il nome di Grand Barachois dove vive una numerosa popolazione di foche e di altri animali. Miquelon è pure un luogo privilegiato per l'osservazione degli uccelli.

## Storia
Il nome Miquelon è di origine basca, significa Michele ed è pure il patronimico di parecchie famiglie di pescatori che vivono sull'isola.  Nel 1579, i nomi Micquetõ e Micquelle compaiono per la prima volta nella guida alla navigazione Les voyages aventureux du Capitaine Martin de Hoyarsal, habitant du çubiburu scritta da Martin Oiarzabal, navigatore basco. Il nome è mutato nel tempo in Miclon, poi Micklon, e infine Miquelon.

## Popolazione
La popolazione di Miquelon-Langlade è principalmente di origine basca e acadiana. In occasione del censimento del 1999, la popolazione di Miquelon-Langlade era di 698 abitanti (dei quali 697 a Miquelon e 1 a Langlade). 

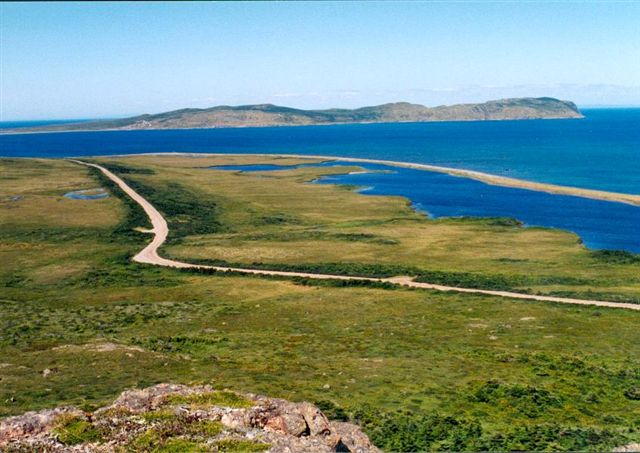
Veduta di Miquelon-Langlade

## Infrastrutture e trasporti
Miquelon può essere raggiunta in battello o in aereo da Saint-Pierre ed è servita dall'aeroporto di Miquelon che si trova nei pressi del villaggio. Aerei dalla compagnia locale Air Saint-Pierre la collegano a Saint-Pierre e al Canada.

## Cultura e monumenti
- Faro di Cap Blanc e della Pointe-Plate.
- Chiesa in mattoni rossi.
- Cappella di Langlade.
- Museo di Miquelon-Langlade.
- Calvari Notre-Dame-des-Retrouvés, del borgo, dell'aeroporto, della fattoria Larranaga.

## Curiosità
A Miquelon sono ambientate diverse scene in più episodi della sesta stagione (2022) della serie televisiva di Netflix Peaky Blinders.